# Giuseppe Ungaretti
Giuseppe Ungaretti (Alejandría, Egipto, 10 de febrero de 1888-Milán, 1 de junio de 1970) fue un poeta italiano, habitualmente situado en el grupo de los herméticos.

## Vida

### Los primeros años
Giuseppe Ungaretti nació en Alejandría en Egipto, en el suburbio de Moharrem Bek, el 8 de febrero de 1888 de padres italianos de la provincia de Lucca. Su padre Antonio (1842-1890) era un trabajador, empleado en la excavación del Canal de Suez, que murió dos años después del nacimiento del futuro poeta debido a la hidropesía, enfermedad que contrajo durante los años de agotador trabajo. La madre, María Lunardini (1850-1926), dirigía una panadería propia, con la que pudo garantizar los estudios a su hijo, quien así pudo matricularse en una de las escuelas más prestigiosas de Alejandría en Egipto, la École Suisse Jacot. A la figura materna le dedicará el poema La madre, escrito en 1930, cuatro años después de su muerte.
El amor por la poesía surgió en él durante este período escolar, intensificándose gracias a las amistades que hizo en la ciudad egipcia, tan rica en tradiciones antiguas como en nuevos estímulos, derivados de la presencia de personas de muchos países del mundo. El propio Ungaretti tenía una enfermera de Sudán, una criada croata y una cuidadora argentina.
En los últimos años, a través de la revista Mercure de France, el joven se acercó a la literatura francesa y, gracias a la suscripción a La Voce, también a la literatura italiana. Así comienza a leer, entre otros, las obras de Arthur Rimbaud, Stéphane Mallarmé, Giacomo Leopardi, Friedrich Nietzsche y Charles Baudelaire, este último gracias a su amigo Mohammed Sceab.
También mantuvo un intercambio de cartas con Giuseppe Prezzolini. En 1906 conoció a Enrico Pea, que había emigrado recientemente a Egipto desde Versilia y era importador de mármoles desde su tierra toscana, con quien compartió la experiencia de la "Baracca Rossa", un almacén de madera y mármol pintado de rojo, lugar de encuentro de socialistas y anarquistas.
Comenzó a trabajar como corresponsal comercial, durante algún tiempo, pero hizo algunas malas inversiones. Luego se trasladó a París para realizar estudios universitarios, pero toda su vida conservó el recuerdo, interiorizado como metafísico, del desierto vecino de Alejandría y del mar.

### La estancia en Francia
En 1912, después de un breve período en El Cairo, abandonó Egipto y se fue a Francia. En el camino vio por primera vez Italia y el paisaje montañoso de la provincia de Lucca de donde era originaria su familia, que le impactó considerablemente en contraste con la planitud de Egipto. En París, asistió durante dos años a las conferencias del filósofo Henri Bergson, el filólogo Joseph Bédier y Fortunat Strowski, en la Sorbona (presentando una ponencia sobre Maurice de Guérin con Strowski) y otros en el Collège de France.
Habiendo entrado en contacto con el entorno artístico internacional, propio de la ciudad en esa época, conoció a Guillaume Apollinaire, con quien entabló una sólida amistad, Giovanni Papini, Ardengo Soffici, Aldo Palazzeschi, Pablo Picasso, Giorgio de Chirico, Amedeo Modigliani y Georges Braque. Invitado por Papini, Soffici y Palazzeschi, pronto comenzó a colaborar con la revista Lacerba (entre febrero y mayo de 1915 se publicaron 16 de sus composiciones en esta revista, en la que está presente la influencia del futurismo y algunos versos recuerdan directamente a Palazzeschi).
En 1913 muere su amigo de la infancia Moammed Sceab, suicidándose en la habitación del hotel en la rue des Carmes, que compartía con Ungaretti. En 1916, le dedicó el poema In memoria.
En Francia, Ungaretti filtró sus experiencias anteriores, perfeccionando sus conocimientos literarios y su estilo poético.

### Participación en la Primera Guerra Mundial
Cuando estalló la Primera Guerra Mundial en 1914, Ungaretti volvió a Italia, participó activamente en la campaña intervencionista y se enroló voluntario por compartir el destino de sus contemporáneos, incorporándose posteriormente al 19º Regimiento de Infantería de la Brigada "Brescia", cuando, el 24 de mayo de 1915, Italia entró en guerra. Después de las batallas en el Karst (Carso), comenzó a llevar un cuaderno de poemas, que luego fueron recopilados por su amigo Ettore Serra (un joven oficial) e impresos, en 80 copias, en una imprenta en Udine en 1916, con el título Il porto sepolto. En ese momento también colaboró con el periódico de las trincheras Semper Avanti. Pasó poco tiempo en Nápoles, en 1916 (Así lo atestiguan algunos de sus poemas, por ejemplo Navidad: "No quiero / sumergirme / en una bola de calles ..."). El 26 de enero de 1917, en Santa María la Longa, en la provincia de Udine, escribió el conocido poema Mattina. 
En la primavera de 1918, el regimiento al que pertenecía Ungaretti fue a combatir en Francia, en la zona de la Champaña, con el II Cuerpo de Ejército Italiano del general Alberico Albricci. A partir de julio de 1918 escribe Soldati, compuesto en el bosque de Courton. A su regreso a París, el 9 de noviembre de 1918, en su ático parisino, encontró el cuerpo sin vida de su amigo Apollinaire, afectado por la pandemia de gripe española.
La colección de poesías El puerto sepultado, tiene un título que hace referencia al antiguo puerto sepultado de Alejandría, que había sido descubierto recientemente con la colaboración de dos ingenieros franceses, los hermanos Thuile, amigos del poeta, que vivían en una casa muy aislada frente al mar en el acantilado del Mex, con una gran biblioteca a disposición de Ungaretti. El libro refleja sus experiencias en la guerra, en la que se ha encontrado con la humanidad más pobre, la del dolor cotidiano.

### Tras la guerra
Después de la guerra, Ungaretti permaneció en la capital francesa, primero como corresponsal del periódico Il Popolo d'Italia, dirigido por Benito Mussolini, y más tarde como empleado en la oficina de prensa de la embajada italiana. En 1919, se imprimió en París la colección de versos franceses La guerre - Une poésie, que luego se incluirá en su segunda colección de versos Allegria di naufragi, publicada en Florencia en el mismo año, en la que muestra una poesía nueva, alejada de la retórica y el barroquismo de Gabriele D'Annunzio.
En 1920, el poeta conoció y se casó con Jeanne Dupoix, con quien tendrá tres hijos: uno nacido y muerto en el verano de 1921, Anna Maria (o Anna-Maria, como solía firmar, con el guion francés) llamada Ninon. (Roma, 17 de febrero de 1925-Roma, 26 de marzo de 2015) y Antonietto (Marino, 19 de febrero de 1930-San Paolo de Brasil 1939).
En 1921 se trasladó con su familia a Marino, en la provincia de Roma, y colaboró con la oficina de prensa del Ministerio de Asuntos Exteriores. La década de 1920 marcó un cambio en la vida privada y cultural del poeta. Se unió al fascismo, firmando el Manifiesto de los intelectuales fascistas en 1925.

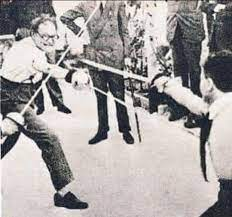
Duelo entre Giuseppe Ungaretti y Massimo Bontempelli, Roma 1926

En esos años, desarrolló una intensa actividad literaria en periódicos y revistas franceses (Commerce y Mesures) e italianos (en La Gazzetta del Popolo), y realizó varios viajes, por Italia y por el extranjero, para impartir diversas conferencias, obteniendo entre tanto varios premios oficiales, como el premio Gondoliere. Fueron también los años de maduración de su obra con Sentimento del Tempo. Las primeras publicaciones de algunos de los poemas tuvieron lugar en L'Italia literaria y Commerce. En 1923 se reimprimió Il porto burolto, cerca de La Spezia, con un prólogo de Benito Mussolini, a quien había conocido en 1915, durante la campaña de los socialistas intervencionistas.

En 1925, como se ha mencionado, fue uno de los firmantes del Manifiesto de los intelectuales fascistas, escrito por Giovanni Gentile y publicado en los principales periódicos de la época, en el que se exaltaba el fascismo como movimiento revolucionario proyectado hacia el progreso. El 8 de agosto de 1926, en la villa de Luigi Pirandello, cerca de Sant'Agnese, desafió a duelo a Massimo Bontempelli, debido a una polémica que surgió en el diario romano Il Tevere: Ungaretti resultó levemente herido en el brazo derecho y el duelo terminó con una reconciliación.

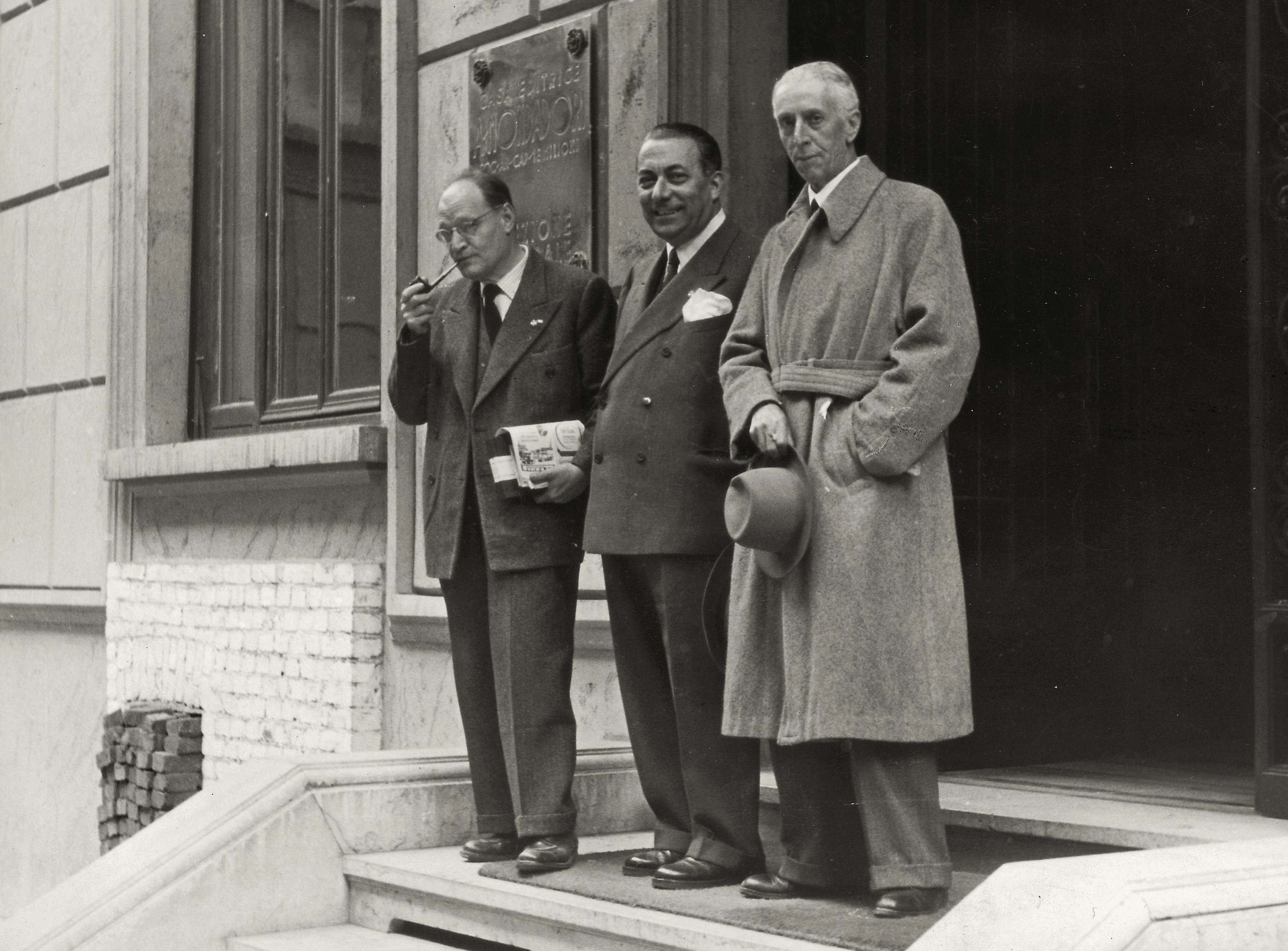
Giuseppe Ungaretti (izquierda) con el editor Arnoldo Mondadori (centro) en la entrada de la sede de Mondadori en Milán

También en el verano de 1926, se trasladó a Marino Laziale (donde escribió el poema Stelle), hizo oficial su nueva residencia el 21 de julio de 1927, primero en un apartamento ubicado en el número 68 de Corso Vittoria Colonna, luego, a partir del 8 de septiembre de 1931, en una pequeña villa en el Viale Mazzini, casa número 7, conocida como Ghibellino, donde permaneció hasta el 27 de septiembre de 1934 con su esposa Jeanne Dupoix y su hija Anna Maria, llamada Ninon.
En 1928, sin embargo, madura su conversión religiosa al catolicismo, como también atestigua la obra Sentimento del Tempo.
A partir de 1931, el poeta tuvo el puesto de enviado especial de La Gazzetta del Popolo y, por tanto, se trasladó a Egipto, Córcega, Holanda y el sur de Italia, recogiendo el fruto de estas experiencias en la colección Los pobres en la ciudad (que se publicará en 1949), y en su reelaboración El desierto y después, que sólo verá la luz en 1961. En 1932 durante su paso de regreso por Alejandría volvió a visitar a Constantino Cavafis, que hablaba bien italiano y que había conocido en su primera juventud en la ciudad. 
En los años 30 el poeta había alcanzado la cúspide de su fama. En 1936, durante un viaje a Argentina por invitación del Pen Club, se le ofreció la cátedra de literatura italiana en la Universidad de São Paulo en Brasil, que Ungaretti aceptó. A continuación se trasladó con toda su familia a Brasil, donde permaneció hasta 1942. En Sao Paulo, su hijo Antonietto murió en 1939, a la edad de nueve años, de una apendicitis mal tratada, dejando al poeta en un estado de dolor agudo y de intensa postración interior, evidente en muchos de sus últimos poemas, recopilados en Il Dolore, de 1947, y en Un Grido e Paesaggi, de 1952.
Su obra se conocerá progresivamente en Francia por las traducciones de un amigo, con el que tuvo cada vez más trato, el poeta Philippe Jaccottet.

### Segunda Guerra Mundial y posguerra

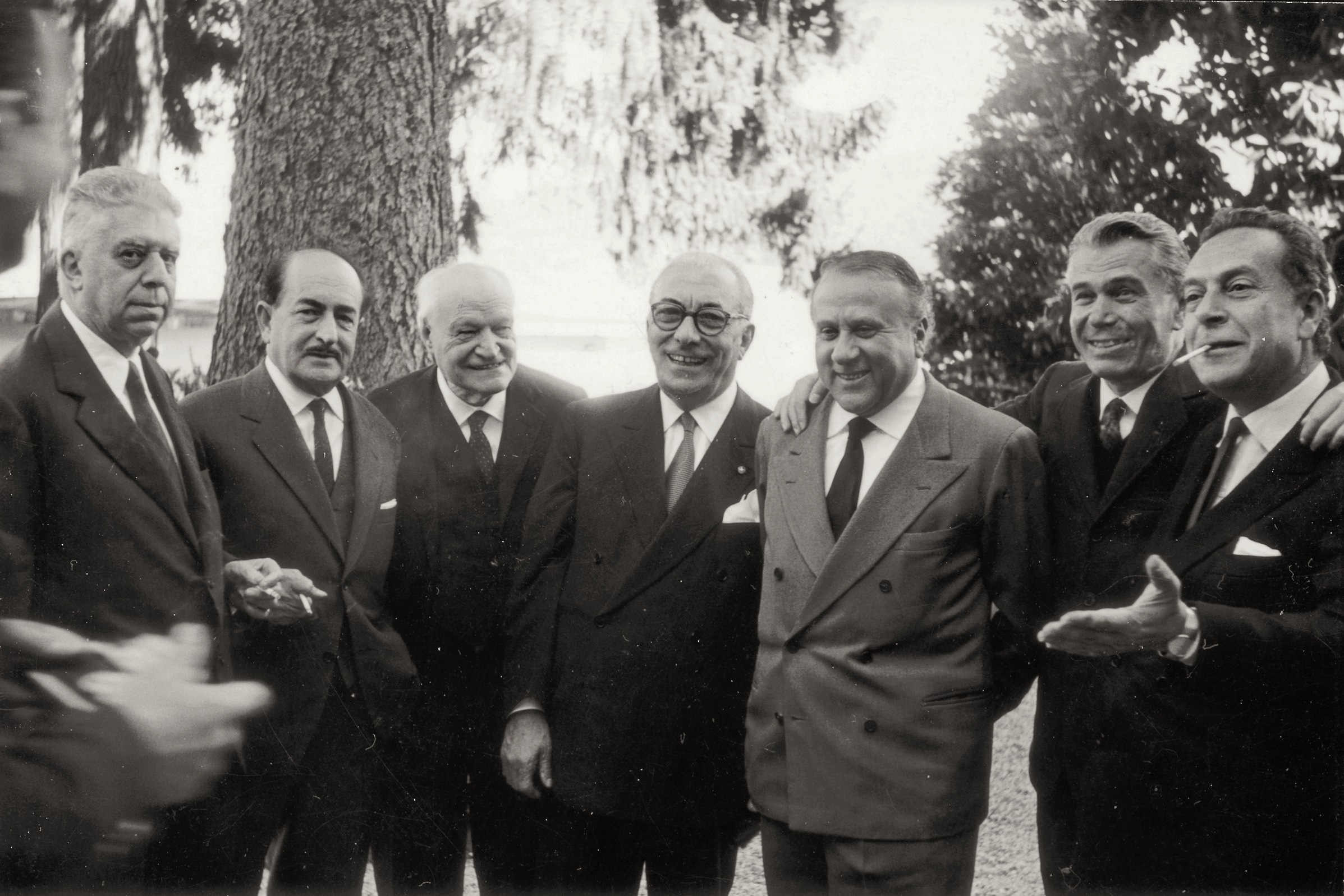
Montale Quasimodo Ungaretti Mondadori Tofanelli Messina Guttuso

En 1942, Ungaretti regresó a Italia y fue nombrado Académico de Italia y, "por su fama", y profesor de literatura moderna y contemporánea en la Universidad "La Sapienza" de Roma. En marzo de 1943, Ungaretti dio una conferencia en la Universidad de Zagreb sobre "Leopardi, el iniciador de la lírica moderna", en el contexto de las políticas de Mussolini de penetración cultural de Italia en Croacia. A pesar de sus méritos literarios y académicos, el poeta fue víctima de una purga tras la caída del régimen fascista: exactamente a partir de julio de 1944, año en que el ministro de Educación Guido de Ruggero firmó el decreto para suspender a Ungaretti de la docencia, hasta febrero de 1947, cuando el nuevo ministro de Educación, Guido Gonella, reinstaló definitivamente al poeta como docente. Como prueba de su enérgico compromiso por ser reintegrado, hay una carta, fechada el 17 de julio de 1946, enviada al entonces primer ministro Alcide De Gasperi, en la que Ungaretti defendía su causa, enumerando sus numerosos méritos en Italia y en el extranjero. El poeta mantendría entonces su rol de catedrático universitario hasta 1958 y más tarde, como "supernumerario", hasta 1965. En torno a su cátedra se formaron algunos de los intelectuales que luego se distinguirían por importantes actividades culturales y académicas, como Leone Piccioni, Luigi Silori, Mario Petrucciani, Guido Barlozzini, Raffaello Brignetti, Raffaele Talarico, Ornella Sobrero y Elio Filippo Accrocca.
A partir de 1942, la editorial Mondadori inició la publicación de la obra completa de Ungaretti, titulada La vida de un hombre. Después de la Segunda Guerra Mundial, Ungaretti publicó nuevas colecciones poéticas, dedicándose con entusiasmo a aquellos viajes que le dieron la oportunidad de difundir su mensaje y obteniendo importantes premios, como el Premio Montefeltro en 1960 y el Premio Etna-Taormina en 1966. Publicó una apreciaba traducción de la Fedra de Racine y en 1954 estuvo a punto de recibir el Premio Nobel de Literatura.
En 1958, el poeta sufrió un serio duelo: su amada esposa Jeanne murió tras una larga enfermedad.
La vida de un hombre le convierte junto a Eugenio Montale y Salvatore Quasimodo en uno de los fundadores y miembro destacado de la escuela hermética italiana.
La evolución artística de Ungaretti sigue un itinerario que va del paisaje a la humanidad, a la revelación religiosa, al impacto del contacto con la poderosa naturaleza brasileña, al dolor por la muerte de su hijo y al retorno a Roma en el momento en que estalla la Segunda Guerra Mundial. Estos dos últimos sucesos son el origen de su libro El dolor, publicado en 1947. A través de la desesperación, el poeta descubre la responsabilidad humana y la fragilidad de sus ambiciones. Ungaretti, en medio del pesimismo con que contempla la trágica condición humana, encuentra un mensaje de esperanza para los hombres.

### Los últimos años

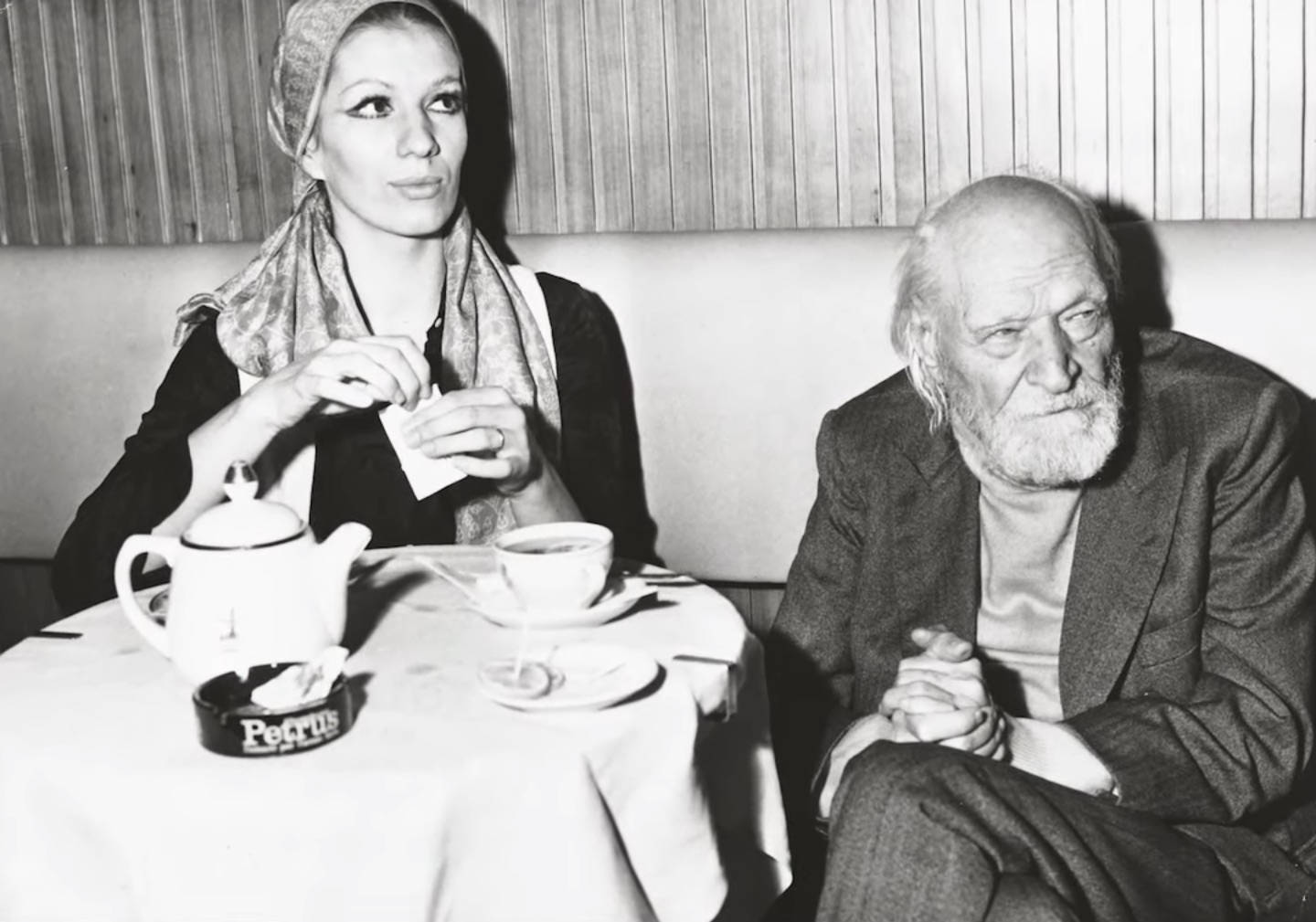
Iva Zanicchi y Ungaretti

En sus últimos años Giuseppe Ungaretti entabló una relación sentimental con la ítalo-brasileña Bruna Bianco (cincuenta y dos años más joven que él), a quien conoció por casualidad en un hotel de Sao Paulo, donde asistía a una conferencia. Quedan cuatrocientas cartas de su apasionada historia de amor. En 1968 Ungaretti alcanzó un éxito especial gracias a la televisión: antes de la emisión del film televisivo La Odisea de Franco Rossi, el poeta leyó algunos pasajes del poema homérico, influyendo en el público gracias a su expresividad como declamador. También en 1968, por sus ochenta años, Ungaretti fue celebrado en el Campidoglio, en presencia del primer ministro Aldo Moro; con el homenaje de los poetas Montale y Quasimodo.
En 1969, Mondadori inauguró la serie Meridiani con la publicación de su Opera omnia. Ese mismo año, el poeta fundó la asociación Roma y su historia. En la noche entre el 31 de diciembre de 1969 y el 1 de enero de 1970, Ungaretti escribió su último poema, L'Impietrito e il Velluto, publicado en carpeta litográfica el día del 82 cumpleaños del poeta.
En 1970, un viaje a Nueva York, en Estados Unidos, durante el cual fue galardonado con un prestigioso premio internacional de la Universidad de Oklahoma, debilitó definitivamente su fibra sólida. Murió en Milán, en la noche del 1 al 2 de junio de 1970, de bronconeumonía. El 4 de junio tuvo lugar su funeral en Roma, en la Basílica de San Lorenzo extramuros, pero no asistió ninguna representación oficial del gobierno italiano. Está enterrado en el cementerio del Verano, junto a su esposa Jeanne.
Los últimos veinticinco años de su vida representan un examen crítico del pasado y traslucen una fuerte ansia de renovación.

## Poesía
En Alegría de náufragos (la alegría de quien evita la muerte) son evidentes las influencias francesas y ciertos ecos crepusculares y futuristas. El valor esencial de la poesía de Ungaretti no debe buscarse sólo en su desarrollo de una nueva métrica y una sintaxis diferente, sino también en la búsqueda de un nuevo valor para la palabra, reduciéndola a sus elementos esenciales. El poeta destruye el verso, crea nuevos ritmos, buscando la esencia de la palabra aislada. Ungaretti invierte por lo tanto la tendencia de los movimientos poéticos de aquel momento: el lenguaje compuesto de los crepusculares y la abdicación estilística de los futuristas. 
El poeta tiende a la palabra desnuda, la palabra pegada a la realidad, con un estilo libre de las incrustaciones literarias e irónicas de los crepusculares y de la semántica aproximada de los futuristas. Si bien de los primeros rechaza la ambigüedad de la palabra, le atrae su concepción de la sintaxis. De los futuristas descarta la falta de estilo, pero preserva de ellos la pureza de la palabra y una cierta disposición gráfica de los versos. La novedad de Ungaretti radica fundamentalmente en la recuperación del sentido de la palabra.
Pero si bien en Alegría de náufragos el ritmo y la métrica no se adaptan a los esquemas tradicionales, en 1929, antes de la publicación de Sentimiento del tiempo, el poeta apunta ya a un retorno a la tradición italiana, al endecasílabo. En la obra de Ungaretti están presentes dos constantes: la palabra esencial y la analogía (la relación de comparación entre dos imágenes mediante la simple yuxtaposición, eliminando el nexo comparativo).
Ungaretti busca la analogía como sugestión: en Sentimiento del tiempo (1933), Ungaretti se vuelve hacia la tradición métrica y rítmica italiana pero manteniéndose intensamente analógico. El poeta busca la palabra clara y directa, que haga emerger el sentimiento, tejiendo un discurso que se continúa de poema en poema. El adjetivo se presenta rico de resonancias y la analogía no resta pujanza al discurso. Para Ungaretti, por ejemplo, el Sena es el río de la conciencia del mundo, el Serchio (un río de la Toscana), el de la memoria y el Nilo, el de la formación y la primera intuición de la vida.

## Obras

### Poesía
- II porto sepolto, Udine, Stabilimento tipografico friulano, dicembre 1916; La Spezia, Stamperia Apuana, 1923.
- Natale, Napoli, 26 dicembre 1916.
- La guerre. Une poésie, Paris, Etablissements lux, 1919.
- Allegria di naufragi, Firenze, Vallecchi, 1919.
- L'allegria, Milano, Preda, 1931.
- Sentimento del Tempo, Firenze, Vallecchi, 1933.
- Poesie disperse, Milano, A. Mondadori, 1945. [1915-1927]
- La guerra, I edizione italiana, Milano, 1947.
- Il dolore. 1937-1946, Milano, A. Mondadori, 1947.
- Derniers Jours. 1919, Milano, Garzanti, 1947.
- La terra promessa. Frammenti, Milano, A. Mondadori, 1950.
- Gridasti soffoco..., Milano, Edizioni Fiumara, 1951.
- Un grido e paesaggi, Milano, Schwarz, 1952.
- Les cinq livres, texte français établi par l'Auteur et Jean Lescure, Paris, Les éditions de minuit, 1953.
- Il taccuino del vecchio, Milano, A. Mondadori, 1960.
- Dialogo, con Bruna Bianco, Milano, Fògola, 1968.

### Prosa y ensayo
- Il povero nella città, Milano, Edizioni della meridiana, 1949.
- Il deserto e dopo, Milano, A. Mondadori, 1961.
- Saggi e interventi, Milano, A. Mondadori, 1974.
- Invenzione della poesia moderna. Lezioni brasiliane di letteratura (1937-1942), a cura di Paola Montefoschi, Napoli, Edizioni scientifiche italiane, 1984.

### Cartas
- Lettere dal fronte a Gherardo Marone. (1916-1918), Milano, A. Mondadori, , 1978.
- Lettere a Soffici, 1917-1930, Firenze, Sansoni, 1981.
- Lettere a Enrico Pea, Milano, Libri Scheiwiller, 1983.
- Carteggio 1931-1962, con Giuseppe De Robertis, Milano, Il Saggiatore, 1984.
- Lettere a Giovanni Papini. 1915-1948, Milano, A. Mondadori, 1988.
- Correspondance Jean Paulhan, Giuseppe Ungaretti, 1921-1968, Paris, Gallimard, 1989.
- L'allegria è il mio elemento. Trecento lettere con Leone Piccioni, Milano, Oscar Mondadori, 2013.
- Lettere a Bruna, a cura di Silvio Ramat, Milano, Mondadori, 2017.

### Opera omnia
- Vita d'un uomo,

I, L'allegria. 1914-1919, Milano, A. Mondadori, 1942.
II, Sentimento del tempo. 1919-1935, Milano, A. Mondadori, 1943.
III, Poesie disperse, Milano, A. Mondadori, 1945.
IV, 40 sonetti di Shakespeare, Milano, A. Mondadori, 1946.
V, Il dolore. 1937-1946, Milano, A. Mondadori, 1947.
VI, Da Gongora e da Mallarmé, Milano, A. Mondadori, 1948.
VII, Fedra di Jean Racine, Milano, A. Mondadori, 1950.
VIII, La Terra promessa. Frammenti, Milano, A. Mondadori, 1954.
IX, Un grido e paesaggi, Milano, A. Mondadori, 1954.
X, Il taccuino del vecchio, Milano, A. Mondadori, 1960.
XI, Il deserto e dopo. 1931-1946, Milano, A. Mondadori, 1961.
XII, Visioni di William Blake, Milano, A. Mondadori, 1965.
- Tutte le poesie, a cargo de Leone Piccioni, Milano, A. Mondadori, 1969; a cargo de Carlo Ossola, 2009. ISBN 978-88-04-58349-3.

## Obras traducidas al español
- El cuaderno del viejo. Editorial Pre-Textos. 2000. ISBN 84-8191-313-8.